# Robert Siodmak
Robert Siodmak (* 8. August 1900 in Dresden; † 10. März 1973 in Locarno) war ein deutscher Filmregisseur, Drehbuchautor und Filmproduzent. Mit dem Film Menschen am Sonntag drehte er 1929 einen der wichtigsten Vertreter der Neuen Sachlichkeit. Er floh vor der nationalsozialistischen Diktatur aus Deutschland und machte sich in Hollywood in den 1940er Jahren einen Namen als Regisseur von Thrillern und Films noirs, wie Die Wendeltreppe und Rächer der Unterwelt, die als Klassiker ihrer Genres gelten.

## Leben

### Frühe Jahre
Siodmak entstammte einer jüdischen Familie. Seine Eltern waren der Kaufmann Ignatz Siodmak und dessen Ehefrau Rosa Philippine, geborene Blum. Ignatz Siodmak stammte aus Schlesien, war nach Amerika ausgewandert und hatte sich dann als US-amerikanischer Staatsbürger 1899 in Deutschland niedergelassen, wo er heiratete. Im Jahr 1902 wurde hier auch Roberts jüngerer Bruder Curt Siodmak geboren. Seine Mutter starb noch vor ihrem 40. Geburtstag an Krebs, sein jüngster Bruder Rolf beging im Alter von 20 Jahren Selbstmord. Bereits in seinen Jugendjahren brach Robert mit seinem Vater.
Siodmak besuchte das Gymnasium in Dresden und nahm Schauspielunterricht bei Erich Ponto. Im Jahr 1918 schloss er sich einer Wanderbühne an. Im Jahre 1921 arbeitete er als Buchhalter bei den Banken Mattersdorf und Schermer in Dresden, 1924 gründete er den Verlag Robert Siodmak und gab kurzzeitig die Illustrierte Das Magazin heraus.
Einer von Siodmaks ersten Filmaufträgen war die Übersetzung der Zwischentitel für Lewis Milestones Die Schlachtenbummler (1927). Bei der von seinem Onkel Heinrich Nebenzahl geleiteten Nero-Film AG in Berlin etablierte er sich als Schnittmeister und Regieassistent für Filme von Harry Piel und Kurt Bernhardt. Schließlich konnte Siodmak Nebenzahl überreden, ihm das Startkapital für seinen Debütfilm Menschen am Sonntag zur Verfügung zu stellen.

### Karriere in Deutschland und Frankreich 1929–1939
Bei Menschen am Sonntag (gedreht 1929, uraufgeführt 1930) führte Robert Siodmak, gemeinsam mit Edgar G. Ulmer, erstmals selbst Regie. Durch den Erfolg dieses ausschließlich mit Laien besetzten halbdokumentarischen Films erhielt er einen Vertrag bei der Universum Film (UFA), für die er Filmdramen, Kriminalfilme und Filmkomödien inszenierte. Zu den Darstellern, mit denen Siodmak arbeitete, gehörten schnell Filmgrößen wie Emil Jannings und Hans Albers. Als er 1932 bei F.P.1 antwortet nicht, einer Verfilmung des Romans von Curt Siodmak, wegen seiner jüdischen Wurzeln übergangen wurde, verließ er die UFA. 1933 erschien Brennendes Geheimnis, Siodmaks Leinwandversion von Stefan Zweigs Roman Brennendes Geheimnis. Die Aufführung des Films wurde von Joseph Goebbels’ kurz zuvor eingerichtetem Reichsministerium für Volksaufklärung und Propaganda, das Anspielungen auf den Reichstagsbrand vom 27. Februar 1933 mutmaßte, verboten.
Nach der „Machtergreifung“ der Nationalsozialisten verließ Siodmak Deutschland und ging nach Frankreich. In Paris arbeitete er unter anderem für die Néro-Films seines Cousins Seymour Nebenzahl, der wie Siodmak hatte emigrieren müssen. Größter Publikumserfolg dieser Schaffensperiode wurde 1939 der Film Mädchenhändler (Pièges) mit Maurice Chevalier, Marie Déa und Erich von Stroheim. Siodmaks Vorhaben, Ödön von Horváths Roman Jugend ohne Gott zu verfilmen, scheiterte am plötzlichen Unfalltod des Autors.

### Die amerikanischen Jahre 1939–1952
Mit Beginn des Zweiten Weltkrieges wanderte Siodmak in die USA aus. Er arbeitete zunächst für Paramount Pictures, 20th Century Fox und Republic Pictures. Seine Bewerbung bei Mark Hellinger, damals Produzent bei Warner Brothers, war dagegen erfolglos, obwohl Hellinger ihn später für Rächer der Unterwelt engagierte. 1943 drehte er mit Draculas Sohn seinen ersten Film für die Universal Studios, bei denen er bis 1950 unter Vertrag blieb. Siodmak äußerte sich rückblickend abfällig über seine vor Zeuge gesucht (1944) entstandenen amerikanischen Filme, die er als reine Brotarbeiten betrachtete.
Zeuge gesucht läutete eine Reihe von Thrillern und Films noirs ein, von denen einige heute als Klassiker ihrer Genres gelten. Zeuge gesucht, Rächer der Unterwelt (1946) und Gewagtes Alibi (1949) förderten die Karriere von Burt Lancaster, Ava Gardner, Ella Raines und Tony Curtis. „Wenn man mit einer Sorte Film Erfolg hat, bekommt man den Auftrag, mehr von dieser Sorte zu drehen“, erklärte Siodmak 1959 die Gewichtung seiner Filme jener Jahre. Filmhistoriker entdeckten in diesen Arbeiten als inhaltliche und stilistische Gemeinsamkeiten die Untersuchung von „krankhafter Psychologie“ (Charles Higham) und „obsessiver Liebe und Hass“ (Colin McArthur) sowie „deutsche Lichtsetzung und expressionistische Umwandlung der äußeren Wirklichkeit“ (Foster Hirsch). David Thomson dagegen bezeichnete Siodmak als reinen „Auftragsregisseur“ und bezweifelte, ob man in seinem Fall von einer künstlerischen Autorenschaft sprechen könne. Universal „lieh“ Siodmak auch wiederholt an andere Studios aus, so an RKO Pictures für Die Wendeltreppe (1946), 20th Century Fox für Schrei der Großstadt (1948) und MGM für die Dostojewski-Verfilmung Der Spieler (1949).
Der für Paramount inszenierte Strafsache Thelma Jordon (1950) beendete Siodmaks Noir-Reihe. Ein neuerliches Sieben-Jahres-Vertragsangebot von Universal lehnte er ab. 1952 drehte Siodmak mit dem Abenteuerfilm Der rote Korsar seinen letzten amerikanischen Film vor Verlassen seiner Wahlheimat. Die Dreharbeiten waren gezeichnet von anhaltenden Auseinandersetzungen zwischen ihm und Hauptdarsteller Burt Lancaster, der inzwischen zum Star avanciert war. Siodmak zog das Ende der 1940er Jahre aussterbende, alte Hollywood-Studiosystem den neuen Studioverhältnissen vor, in denen in seinen Worten „Anarchie“ herrsche und „egomanische“ Stars das Sagen hätten, und ging zurück nach Europa.
Curt Siodmak und Filmhistoriker Hervé Dumont gaben als weiteren Grund für Siodmaks Abkehr von Hollywood an, er sei unter anderem wegen seiner persönlichen Bekanntschaft zu Charlie Chaplin ins Visier des House Committee on Un-American Activities (HUAC) geraten, das in den 1940er und 1950er Jahren Filmschaffende auf ihre politische Gesinnung überprüfte. Wenn auch diese Behauptung nicht belegt ist, so ist doch die Entstehungsgeschichte seines letzten Films in Hollywood Der rote Korsar ein Beispiel, wie ein Regisseur die Zensoren des HUAC auflaufen lassen und bloßstellen konnte. Siodmak soll innerhalb von zwei Tagen das ursprünglich von Waldo Salt verfasste Drehbuch als Komödie umgeschrieben haben, nachdem acht Tage vor Drehbeginn Salt als Kommunist beschuldigt worden war und dessen Drehbuch deshalb nicht verfilmt werden durfte.

### Zurück in Europa 1952–1973
Mitte der 1950er Jahre ließ Siodmak sich in Ascona am Schweizer Ufer des Lago Maggiore nieder und führte auch wieder in Deutschland Regie. Erneut betätigte er sich auf so unterschiedlichen Gebieten wie dem Kriminalfilm, dem Filmdrama, dem Western und dem Historienfilm. „Wenn ich, wie Hitchcock, mein ganzes Leben nur Kriminalfilme gemacht hätte, wäre mein Name bestimmt ebenso bekannt. Aber das langweilte mich und ich versuchte es auf verschiedenen Gebieten.“ (Siodmak)
Für Die Ratten (1955), seine Verfilmung von Gerhart Hauptmanns gleichnamigem Theaterstück, wurde er auf den Internationalen Filmfestspielen Berlin mit dem Goldenen Bären ausgezeichnet. Der 1957 von ihm inszenierte Nachts, wenn der Teufel kam erhielt zahlreiche nationale und internationale Auszeichnungen, darunter auch eine Oscar-Nominierung als Bester fremdsprachiger Film. Der Film behandelt den Fall des angeblichen Serienmörders Bruno Lüdke vor dem zeithistorischen Hintergrund des Nationalsozialismus. In seiner Autobiografie bemerkte Siodmak, dass er von seinen nach der Rückkehr aus den USA gedrehten Filmen nur auf diese zwei stolz sei.
Siodmak drehte mit namhaften Darstellern wie Maria Schell, Curd Jürgens, Heinz Rühmann und Romy Schneider, und die meisten Filme waren an der Kinokasse profitabel, wenn auch nicht immer erfolgreich bei der Kritik. Mein Schulfreund (1960) und Affäre Nina B. (1961) hatten nach Nachts, wenn der Teufel kam erneut den Nationalsozialismus als thematischen Hintergrund. In den Jahren 1964 und 1965 führte Siodmak Regie in drei von Artur Brauner produzierten Karl-May-Verfilmungen mit Lex Barker: Der Schut, Der Schatz der Azteken und Die Pyramide des Sonnengottes. In Spanien drehte Siodmak für US-Produzent Philip Yordan den Western Ein Tag zum Kämpfen. 1968 und 1969 erschien der wieder von Brauner produzierte zweiteilige Monumentalfilm Kampf um Rom nach Felix Dahns 1876 erschienenem historischen Roman Ein Kampf um Rom.
Kampf um Rom blieb Siodmaks letzte Regiearbeit, das geplante Projekt „Atrox“ mit James Mason wurde nicht mehr realisiert. Dessen ungeachtet zeigte er bis zuletzt ein großes Interesse am internationalen filmischen Geschehen, äußerte sich beeindruckt von der französischen Nouvelle Vague, vom italienischen Kino und von Francis Ford Coppolas Der Pate. In Thomas Schamonis Film Ein großer graublauer Vogel (1970) absolvierte Siodmak einen kurzen Auftritt. Seine Frau Bertha, die er am 16. November 1933 in Paris geheiratet hatte, starb am 20. Januar 1973. Zwei Monate später, am 10. März 1973, erlag Robert Siodmak im Alter von 72 Jahren einem Herzinfarkt.

### Nachwirkung
Die Nachrufe im Spiegel und in der New York Times enthielten beide fehlerhafte Angaben zu Leben und Werk des Regisseurs: Während der Spiegel Siodmaks Geburtsort in die USA verlegte (eine Legende, die Siodmak in den 1930er Jahren selbst geschaffen hatte, um ein Auslandsvisum zu erhalten), verlieh ihm die New York Times den Titel „Meister der Low-key-Thriller der 1950er“. Zur Erstausgabe von Siodmaks (postum erschienener) Autobiografie schrieb Herausgeber Hans-Christoph Blumenberg: „Er drehte Filme über mörderische Obsessionen, über labile, heillos in krankhafte Familien-Bande verstrickte Schwächlinge, die sich durch Verbrechen zu befreien versuchen […] über einsame, unglückliche Männer im Dickicht der Städte […] aber es dürfte unmöglich sein, einen definitiven Siodmak-Touch zu entdecken: stilistische und thematische Konstanten, die das ganze, über genau vierzig Jahre und viele Länder verstreute Werk zusammenhalten.“ 1965, als Siodmaks Karriere sich bereits ihrem Ende zuneigte, konstatierte Pauline Kael in I Lost It at the Movies: „Ich vermute, dass jeder, der sich für Filme interessiert, den Namen eines Regisseurs als Leitfaden benutzt […] in den 40er Jahren hielten meine Freunde und ich Ausschau nach den Filmen von Robert Siodmak […] [diese wurden] oft fälschlicherweise anderen Regisseuren oder medienpräsenten Produzenten zugeschrieben.“
1980 zeigte das Londoner National Film Theatre eine Werkschau mit Robert Siodmaks Filmen. 1998 widmeten die Internationalen Filmfestspiele Berlin den Gebrüdern Siodmak eine Retrospektive, der Curt Siodmak, der zwei Jahre später starb, beiwohnte.

## Filmografie
- 1929: Menschen am Sonntag
- 1930: Der Kampf mit dem Drachen oder: Die Tragödie des Untermieters
- 1930: Abschied
- 1931: Autour d’une enquête
- 1931: Der Mann, der seinen Mörder sucht
- 1931: Voruntersuchung
- 1931: Stürme der Leidenschaft
- 1932: Tumultes
- 1932: Quick
- 1933: Brennendes Geheimnis
- 1933: La sexe faible
- 1934: La crise est finie
- 1936: Pariser Leben (La vie parisienne)
- 1936: Le grand refrain
- 1936: Mister Flow
- 1937: Weiße Fracht für Rio (Cargaison blanche)
- 1938: Mollenard
- 1938: Ultimatum (Regie übernommen von Robert Wiene)
- 1938: Les frères corses
- 1939: Mädchenhändler (Pièges)
- 1941: West Point Widow
- 1942: Fly-by-Night
- 1942: The Night Before the Divorce
- 1942: My Heart Belongs to Daddy
- 1943: Someone to Remember
- 1943: Draculas Sohn (Son of Dracula)
- 1944: Die Schlangenpriesterin (Cobra Woman)
- 1944: Zeuge gesucht (Phantom Lady)
- 1944: Weihnachtsurlaub (Christmas Holiday)
- 1944: Unter Verdacht (The Suspect)
- 1945: Onkel Harrys seltsame Affäre (The Strange Affair of Uncle Harry)
- 1946: Die Wendeltreppe (The Spiral Staircase)
- 1946: Rächer der Unterwelt (The Killers)
- 1946: Der schwarze Spiegel (The Dark Mirror)
- 1947: Time Out of Mind (auch Produktion)
- 1948: Schrei der Großstadt (Cry of the City)
- 1949: Der Spieler (The Great Sinner)
- 1949: Gewagtes Alibi (Criss Cross)
- 1950: Strafsache Thelma Jordon (The File on Thelma Jordon)
- 1950: Abgeschoben (Deported)
- 1951: The Whistle at Eaton Falls
- 1952: Der rote Korsar (The Crimson Pirate)
- 1954: Die letzte Etappe (Le grand jeu)
- 1955: Die Ratten
- 1956: Mein Vater, der Schauspieler
- 1957: Nachts, wenn der Teufel kam (auch Produktion)
- 1957: Operation Football (Fernsehserie O.S.S., auch Produktion)
- 1957: Operation Flint Axe (Fernsehserie O.S.S., auch Produktion)
- 1957: Operation Powder Puff (Fernsehserie O.S.S., auch Produktion)
- 1957: Operation Eel (Fernsehserie O.S.S., auch Produktion)
- 1958: Dorothea Angermann
- 1959: Das Bittere und das Süße (The Rough and the Smooth)
- 1959: Katja, die ungekrönte Kaiserin (Katia)
- 1960: Mein Schulfreund
- 1961: Affäre Nina B. (L’affaire Nina B.)
- 1962: Tunnel 28
- 1964: Der Schut (auch Drehbuch)
- 1965: Der Schatz der Azteken
- 1965: Die Pyramide des Sonnengottes
- 1967: Ein Tag zum Kämpfen (Custer of the West)
- 1968: Kampf um Rom (Zwei Teile)
- 1970: Ein großer graublauer Vogel (Darsteller)

## Auszeichnungen
- 1947: Oscar-Nominierung (Beste Regie) für Rächer der Unterwelt
- 1955: Goldener Bär bei den Internationalen Filmfestspielen Berlin für Die Ratten
- 1958: Goldene Schale (Bester abendfüllender Spielfilm), Filmband in Silber (Bester Spielfilm mit besonderem staatspolitischem Gehalt) und Filmband in Gold (Bester Regisseur) für Nachts, wenn der Teufel kam
- 1958: Preis des Filmfestivals von Karlovy Vary (Beste Regie) für Nachts, wenn der Teufel kam
- 1958: Berliner Kunstpreis für Nachts, wenn der Teufel kam
- 1958: Oscar-Nominierung (Bester ausländischer Film) für Nachts, wenn der Teufel kam
- 1971: Filmband in Gold für langjähriges und hervorragendes Wirken im deutschen Film

## Autobiografie
- Zwischen Berlin und Hollywood. Erinnerungen eines großen Filmregisseurs. Herausgegeben von Hans C. Blumenberg. Herbig, München 1980, 295 S., ISBN 3-8004-0892-9.

## Filmdokumentation
- Bei Robert Siodmak zu Gast. Fernsehinterview, CHE/BRD 1971
- Alle Tage ist kein Sonntag. Robert Siodmak und seine Filme. Fernsehporträt von Norbert Grob, BRD 1998